# Aldo Giuffrè
Aldo Giuffrè (* 10. April 1924 in Neapel; † 26. Juni 2010 in Rom) war ein italienischer Schauspieler, Komiker und Synchronsprecher.

## Leben
Giuffrè war zunächst Radio-Nachrichtensprecher, zunächst in Neapel, später in Rom. Als solcher verkündete er bei der RAI das Ende des Zweiten Weltkrieges. Auf der Bühne debütierte er 1942 im Ensemble von Eduardo De Filippo, den er – eigenen Worten nach – als seinen einzigen und daher wichtigsten Mentor bezeichnete. Unter seinen Regisseuren finden sich auch Luchino Visconti und Giorgio Strehler.
1947 gab er sein Leinwanddebüt in Mario Mattòlis Die Gezeichnete (Original: Assunta Spina). Weitere Film- und Fernsehaufgaben schlossen sich an, wie beispielsweise die Nebenrolle des Captains im Italowestern Zwei glorreiche Halunken von Sergio Leone. Ab den 1960er Jahren nahm er verstärkt Angebote des Fernsehens an; ab 1972 begann er, mit seinem Bruder Carlo eine 15 Jahre andauernde erfolgreiche Bühnen-Zusammenarbeit, während der sie erfolgreich Klassiker des neapolitanischen Theaters aufführten.

## Filmografie (Auswahl)
- 1947: Die Gezeichnete (Assunta Spina) – Regie: Mario Mattoli
- 1951: Räuber und Gendarm (Guardie e ladri)
- 1959: Auf St. Pauli ist der Teufel los (I magliari)
- 1962: Die vier Tage von Neapel (Le quattro giornate di Napoli)
- 1963: Gestern, heute und morgen (Ieri, oggi, domani)
- 1963: Herkules, Samson und Odysseus (Ercole sfida Sansone)
- 1964: Due mafiosi nel Far West
- 1964: Wenn das die Männer wüßten (L'idea fissa)
- 1966: Zwei glorreiche Halunken (Il buono, il brutto, il cattivo)
- 1968: Das verfluchte Haus (Un tranquillo posto di campagna)
- 1970: Als die Frauen noch Schwänze hatten (Quando le donne avevano la coda)
- 1971: Als die Frauen das Bett erfanden (Quando gli uomini armarono la clava e… con le donne fecereo din don)
- 1971: Das Pferd kam ohne Socken (Ettore lo fusto)
- 1972: Dein Vergnügen ist auch mein Vergnügen (Il tuo piacere è il mio)
- 1972: Gewalt – die fünfte Macht im Staat (La violenza: quinto potere)
- 1972: Die Helden von Afrika (Gli eroi)
- 1974: Ich polier Dir Deine Glatze (Colpo in canna)
- 1974: S.O.S. – der Käpt'n spinnt (Pasqualino Cammarata… capitano di fregata)
- 1974: Der Zeuge muß schweigen (Il testimone deve tacere)
- 1975: Werkzeug der Mächtigen (Gente di rispetto)
- 1984: Picone schickt mich (Mi manda Picone)
- 2003: La repubblica di San Gennaro